# Nina Herelová
Nina Herelová (ur. 30 lipca 1993 w Bojnicach) – słowacka siatkarka, reprezentantka kraju, grająca na pozycji środkowej. 

## Sukcesy klubowe
Mistrzostwo Słowacji:
- 2011, 2013
- 2012

MEVZA:
- 2012

Puchar Słowacji:
- 2013

Puchar Austrii:
- 2014, 2015

Mistrzostwo Austrii:
- 2014, 2015

Puchar Czech:
- 2016, 2018

Mistrzostwo Czech:
- 2016, 2017, 2018